# Arild Hetleøen
Arild Hetleøen (Bergen, 28 dicembre 1942 – Bergen, 16 settembre 2023) è stato un calciatore norvegese, di ruolo difensore.

## Carriera

### Club
Hetleøen giocò con la maglia del Brann, per cui giocò 127 incontri in campionato, con 9 reti all'attivo. Vinse due campionati in squadra (1961-1962 e 1963).

### Nazionale
Conta 4 presenze per la Norvegia. Esordì il 23 settembre 1970, nella vittoria per 0-1 sulla Danimarca.

## Palmarès

### Club

#### Competizioni nazionali
- Campionato norvegese: 2

Brann: 1961-1962, 1963